# Mairie de Reinickendorf
La mairie de Reinickendorf (Rathaus Reinickendorf) est le bâtiment qui héberge les bureaux du maire ainsi qu'une partie des services municipaux de l'arrondissement de Reinickendorf à Berlin, en Allemagne.

## Localisation
Contrairement à ce que son nom indique, la mairie de Reinickendorf n'est pas située à Berlin-Reinickendorf mais au centre de Berlin-Wittenau, au nord du canal Nordgraben. Son adresse exacte est Eichborndamm 215, 13437 Berlin-Wittenau.
La mairie se trouve entre le jardin public Rathauspark avec le cimetière municipal de Berlin-Wittenau, l'Antonyplatz et l'Ostseebrunnen, une fontaine publique construite en 1957.
La station de métro Rathaus Reinickendorf sur la ligne 8 se situe devant la mairie sur la rue Eichborndamm (flanc est).

## Histoire
La première pierre du bâtiment est posée le 3 mars 1910 alors que le village de Wittenau prospère grâce aux nombreuses industries qui sont venues s'installer et créer des emplois. Les travaux sont menés par l'architecte Fritz Beyer. L'inauguration est faite le 13 mai 1911.
L'histoire de Wittenau et de sa mairie est liée à l'histoire militaire berlinoise. Le 9 octobre 1915, une garnison militaire s'installe à Wittenau et fait une grande parade devant la mairie. Pendant la Première Guerre mondiale, les ouvriers des usines d'armement comme la Deutsche Waffen und Munitionsfabriken multiplient les grèves, les mouvements syndicalistes et les manifestations devant la mairie qui représente le pouvoir politique. La mairie est prise d'assaut par les ouvriers le 9 novembre 1918.
L'hôtel de ville de Reinickendorf perd son statut le 1er octobre 1920 quand la ville est intégrée au Grand Berlin. À partir de cette date, le bâtiment devient la mairie du district de Reinickendorf qui s'étend sur le même territoire que l'arrondissement actuel.
Dans le Rathauspark en face de la mairie est inauguré en 1935 un monument aux morts de la guerre 1914-1918. À la fin des années 1930, le pouvoir nazi utilise le monument comme propagande guerrière et font des processions militaires devant la mairie. Le monument en pierre était surmonté de la statue d'un soldat en fonte, qui est détruit pendant la seconde guerre mondiale pour réutiliser la fonte dans la fabrication d'armes. En 1954, les restes du monument sont détruits et remplacés par un mémorial aux victimes du pouvoir national-socialiste.
Dans l'après-guerre, le district de Reinickendorf fait partie de la zone d'occupation française en Allemagne et les Forces françaises en Allemagne y resteront jusqu'à la réunification. Le 10 octobre 1985, le président français François Mitterrand fait une parade devant la mairie à l'occasion de sa visite à Berlin.

## Administration
La mairie de Köpenick est le siège du bureau du maire (Bezirksbürgermeister) et du conseil municipal (Bezirksstadtrat) de l'arrondissement. C'est également dans la mairie que délibère l'assemblée des délégués d'arrondissement de Reinickendorf. La mairie dispose également d'un Bürgeramt.

### Conseil municipal

Les 55 délégués élus pour la période 2016-2021 et leurs couleurs partisanes respectives :
CDU 21
SPD 13
AfD 8
Grünen 6
FDP 4
Die Linke 3

Le conseils d'arrondissement sont nommés par 55 délégués bénévoles élus pour cinq ans. La dernière élection a eu lieu le 18 septembre 2016, en parallèle des élections législatives.
Depuis 1981, l'arrondissement est plutôt marqué à droite. Le parti conservateur des Chrétiens-Démocrates a obtenu la majorité à l'assemblée dès 1981. Ils ont obtenu la majorité absolue en 1985 et en 1999 avec 56,5 % des votants. 
Lors de l'élection 2016 des délégués d'arrondissement, la participation des inscrits est de 62,8 %. La CDU arrive une nouvelle fois en tête avec 35,6 % des votants (c'est le meilleur score de la CDU de tout Berlin), suivie du SPD avec 21,4 %, puis avec l'arrivée remarquée des conservateurs eurosceptiques de l'AfD avec 14,4 %.
Le conseil municipal d'arrondissement actuel est composé comme suit :
- Frank Balzer (CDU), maire d'arrondissement, conseiller municipal délégué aux finances, aux ressources humaines, à l'urbanisme et à l'environnement
- Uwe Brockhausen (SPD), adjoint au maire, conseiller municipal délégué à l'économie, à la santé, à l'intégration et aux affaires sociales
- Katrin Schultze-Berndt (CDU), conseillère municipale déléguée à l'immobilier, à l'éducation et à la culture
- Tobias Dollase (CDU), conseiller municipal délégué à la famille, à l'école, au sport et à la jeunesse
- Sebastian Maack (AfD), conseiller municipal délégué aux services généraux et à la sécurité

### Liste des maires successifs

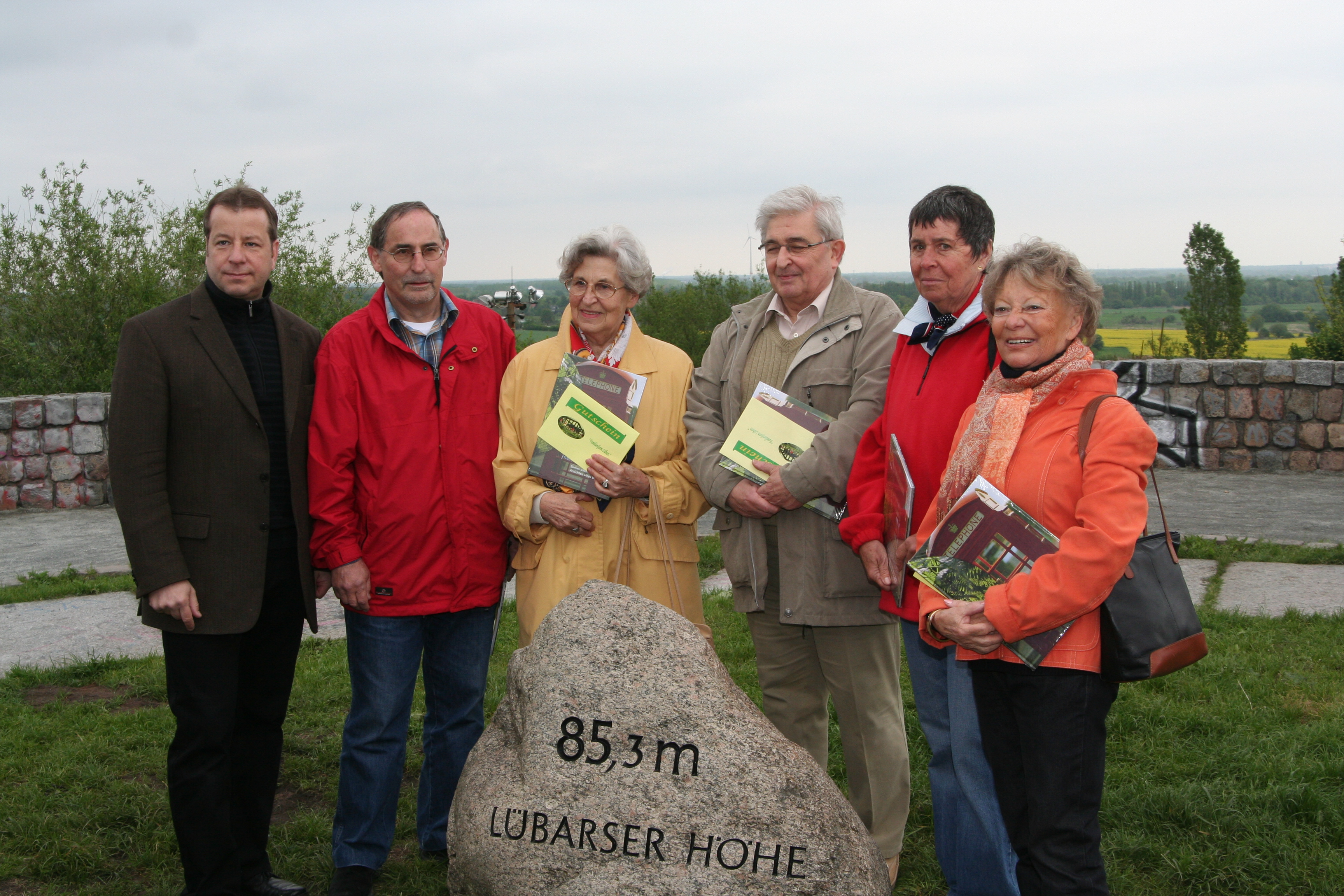
Le maire actuel (à l'extrème-gauche de la photo) de Reinickendorf, Frank Balzer (parti CDU).

#### District de Reinickendorf
- 1921–1933 Karl Reichhelm (DDP)
- 1933–1945 Walter Pauls (NSDAP)
- 1945–1946 Erich Böhm (KPD)
- 1946–1960 Adolf Dünnebacke (SPD)
- 1960–1969 Heinz Gutsche (SPD)
- 1970–1981 Herbert Grigers (SPD)
- 1981–1983 Günter Birghan (CDU)
- 1983–1989 Detlef Orwat (CDU)
- 1990–1995 Detlef Dzembritzki (SPD)
- 1995–2001 Marlies Wanjura (CDU)

#### Arrondissement  de Reinickendorf
- 2001–2009 Marlies Wanjura (CDU)
- depuis 2009 Frank Balzer (CDU)